# Nokia Lumia 620
Nokia Lumia 620 har utvecklats, tillverkats och saluförts av Nokia. Det är efterträdaren till Lumia 610, och är den tredje telefonen i ordningen av bolagets Windows Phone 8-telefoner, tillsammans med Nokia Lumia 820 och Nokia Lumia 920. Telefonen är en stor kontrast till sin föregångare, särskilt när det gäller telefonens tekniska komponenter och telefonens yttre design. Enligt tidiga källor väntas telefonen komma ut på den asiatiska marknaden i januari 2013, följt av den europeiska marknaden och slutligen mellanösternmarknaden. Enligt samma källor väntas priset motsvara $249. 

## Tekniska höjdpunkter
Nokia Lumia 620 kommer att ha en 3,8 tum stor WVGA-skärm, med en upplösning om 800 × 480 pixlar, en 1 Ghz dubbelkärnig Qualcomm Snapdragon S4-processor, Windows Phone 8-operativsystem, 5-megapixelskamera med autofokus och LED-blixt, VGA-frontkamera för videosamtal, 512 MB RAM, 8 GB inbyggt minne, upp till 64 GB externt minne. Vidare kommer telefonen ha 3,5 mm-hörlursuttag, Office 365, Xbox Live, GPS, Wi-Fi 802.11 b/g/n, 3G-stöd, Internet Explorer 9 med stöd för HTML 5, tillgång till 7 GB Skydrive-minne, USB 2.0, Bluetooth 3.0, NFC, Nokia Drive, Here Maps, Bing Maps och ett 1300 mAh-batteri.